# Jack Wild
Jack Wild (Royton (Lancashire), 30 september 1952 - Tebworth (Bedfordshire), 1 maart 2006) was een Engels (film)acteur en zanger.
Wild werd op jonge leeftijd ontdekt door talentscout June Collins, de moeder van Phil Collins. Hij kreeg rolletjes in televisieseries en maakt als 16-jarige - in 1968 - furore in de film Oliver!, gebaseerd op een verhaal van Charles Dickens. Deze film was een enorm succes en door zijn rol als The Artful Dodger kreeg Wild zelfs een Oscarnominatie. De jonge acteur van eenvoudige komaf werd opeens een wereldwijd bekende en gevierde ster. Hij speelde ook de hoofdrol in zijn eigen televisieserie HR Pufnstuf (1969-70). Van de serie werd bovendien een film gemaakt.
Verder ambieerde Wild een carrière als popzanger. Maar deze kwam niet echt van de grond, ondanks drie op Capitol Records uitgebrachte albums.

In mei 1970 scoorde hij een bescheiden 46ste plaats in de Britse hitparade met de single Some beautiful. De follow-up Wait for Summer kreeg in de zomer van 1970 veel airplay, maar werd geen hit.

Wild kreeg nog een paar kleinere rollen in 1971 en 1972. Maar dan is het grote succes voorbij en wachten depressie en alcohol.

In 1973 - 21 jaar oud - is hij aan alcohol verslaafd. De jaren zeventig en tachtig gaan, zoals hij zelf verklaarde, voorbij in een waas van alcohol.
In 1976 was er sprake van een kortstondige comeback toen hij Charley Hexam speelde in de BBC-televisiebewerking Charles Dickens' Our mutual friend. In 1988 zwoer hij de drank af. In 1991 kreeg hij een rol in de film Robin Hood: Prince of Thieves.
In 2001 werd bij Wild mondkanker gediagnosticeerd en na vele behandelingen werden in juli 2004 zijn stembanden en tong operatief verwijderd. Hierdoor kon hij niet meer spreken, eten of drinken. Hij werd verzorgd door zijn vrouw, de actrice Claire Harding, met wie hij in september 2005 trouwde. Wild erkende dan dat zowel overmatig roken als drankgebruik debet zijn geweest aan zijn slechte gezondheid.